# アルバート・スポルディング
アルバート・グッドウィル・スポルディング（英語: Albert Goodwill Spalding, 1850年9月2日 - 1915年9月9日）は、アメリカ合衆国イリノイ州バイロン出身のプロ野球選手（投手）、プロ野球監督、企業家。右投げ右打ち。アメリカプロ野球草創期に6年連続最多勝を上げる活躍を見せ、スポーツ用品メーカーであるスポルディング社の創始者でもある。

## 経歴
1865年、15歳の時にロックフォードのユースチームに参加して野球を始める。投打にその才能を見せたスポルディングは、当時アマチュアチームだったロックフォード・フォレストシティーズに2年間所属した後、1871年にボストン・レッドストッキングス（現アトランタ・ブレーブス）に入団、プロ野球リーグへ参加した。レッドストッキングスは当時の野球リーグであるナショナル・アソシエーション加盟チームの中でも最強を誇っていたチームで、レギュラー投手だったスポルディングは1871年から1875年の5年間で205勝もの勝ち星を挙げ、打つ方でも打率3割を超える成績（1872年の48試合で84安打して.354など）を残していた。当時レッドストッキングスのほぼ全ての試合で投げていたスポルディングは、1874年は71試合で52勝16敗、1875年も年間約80試合のうちの72試合に登板し、55勝5敗（54勝説もある）で2年連続で50勝というとてつもない投手成績を残した。
選手として活躍する一方で、スポルディングはスポーツ用品のビジネスを手がけていた。彼の会社"A.G.Spalding & Brothers"は、野球の普及とスポーツ用品の宣伝を兼ね、1874年にイギリスとアイルランドへの野球普及のためのツアーを行っている。また一方で野球の公式ルールガイド（ボールの質の均一化を図る目的で、スポルディング社製のボールのみを使用するルールが書かれていたという）など、野球に関する出版物の発行などもしていた。
1876年にナショナルリーグが創設されると、スポルディングはシカゴ・ホワイトストッキングス（現シカゴ・カブス）の監督兼任選手として迎えられる。1876年4月25日のルイビルとの試合では、ナショナルリーグ史上初の完封勝ちを記録、この年の投手成績は47勝12敗、防御率1.75で、ナショナルリーグ最初の最多勝利投手にもなっている。1872年から1876年までの年間平均勝ち星は（38、41、52、54、47の場合）46以上と選手として最盛期を見せていた。しかし、それまでずっと肩を酷使してきた反動からか、翌1877年は故障で4試合に登板しただけで、主に内野手として試合に出ていた。1878年、スポルディングはスポーツ用品メーカーの仕事に専念するために28歳で野球選手を引退する。わずか7年で252勝65敗であり、勝率は.795という歴代最高の記録である。 打撃でも通算打率.313を記録した。
スポーツ用品のビジネスでも成功したスポルディングは、1882年から1891年の間、選手として所属していたシカゴ・ホワイトストッキングスの理事長職をつとめる。シカゴはスポルディングの経営の元、10年間で5度のリーグ制覇をする強豪チームになっており、スポルディング自身も野球のイメージの改善のため、ギャンブルや野次の排除などに奔走していたそうである。また1888年から1889年にかけて、スポルディングはシカゴの選手達を率いてハワイ、オーストラリア、エジプト、イタリア、イギリスと渡る野球普及のための周遊旅行スポルディングのアラウンド・ザ・ワールド・ツアーを行っている。エジプトではピラミッドの１つをバックネットに見立ててゲームをしたそうである。
1905年、スポルティングは野球の起源を調査するための「ミルズ委員会」を設置した。同委員会は2年後の1907年に『ベースボールは、1839年にアブナー・ダブルデイがクーパーズタウンで考案したのがその起源である』と発表した（いわゆる『ダブルデイ説』）。この説は当時国民の多くの支持を得たが、ヘンリー・チャドウィックら一部歴史家が徐々にこの説に異議を唱え始め、後にダブルデイが当時クーパースタウンに居なかったことが判明、説は否定されることになる。
スポルディングは1915年、サンディエゴのポイント・ロマで死去。野球殿堂創設後の1939年に、発展貢献者としてアメリカ野球殿堂入りした。

## 詳細情報

### 年度別投手成績
| 年 度     | 球 団     | 登 板 | 先 発 | 完 投 | 完 封 | 無 四 球 | 勝 利 | 敗 戦 | セ 丨 ブ | ホ 丨 ル ド | 勝 率 | 打 者 | 投 球 回 | 被 安 打 | 被 本 塁 打 | 与 四 球 | 敬 遠 | 与 死 球 | 奪 三 振 | 暴 投 | ボ 丨 ク | 失 点 | 自 責 点 | 防 御 率 | W H I P |
| --------- | --------- | ----- | ----- | ----- | ----- | -------- | ----- | ----- | -------- | ----------- | ----- | ----- | -------- | -------- | ----------- | -------- | ----- | -------- | -------- | ----- | -------- | ----- | -------- | -------- | ------- |
| 1871      | BOS       | 31    | 31    | 22    | 1     | --       | 19    | 10    | 0        | --          | .655  | 1279  | 257.1    | 333      | 2           | 2        | --    | --       | 23       | 11    | 0        | 272   | 96       | 3.36     | 1.44    |
| 1872      | BOS       | 48    | 48    | 41    | 3     | --       | 38    | 8     | 0        | --          | .826  | 1738  | 404.2    | 417      | 0           | 27       | --    | --       | 28       | 39    | 1        | 224   | 83       | 1.85     | 1.10    |
| 1873      | BOS       | 60    | 54    | 46    | 1     | --       | 41    | 14    | 3        | --          | .745  | 2297  | 496.2    | 643      | 5           | 36       | --    | --       | 50       | 18    | 0        | 413   | 165      | 2.99     | 1.37    |
| 1874      | BOS       | 71    | 69    | 65    | 4     | --       | 52    | 16    | 0        | --          | .765  | 2784  | 617.1    | 755      | 1           | 19       | --    | --       | 31       | 18    | 0        | 402   | 132      | 1.92     | 1.25    |
| 1875      | BOS       | 72    | 62    | 52    | 7     | --       | 54    | 5     | 9        | --          | .915  | 2354  | 570.2    | 573      | 1           | 18       | --    | --       | 75       | 17    | 1        | 241   | 101      | 1.59     | 1.04    |
| 1876      | CHC       | 61    | 60    | 53    | 8     | --       | 47    | 12    | 0        | --          | .797  | 2219  | 528.2    | 542      | 6           | 26       | --    | --       | 39       | 1     | 0        | 226   | 103      | 1.75     | 1.07    |
| 1877      | CHC       | 4     | 1     | 0     | 0     | --       | 1     | 0     | 1        | --          | 1.000 | 53    | 11.0     | 17       | 0           | 0        | --    | --       | 2        | 0     | 0        | 12    | 4        | 3.27     | 1.55    |
| 通算：7年 | 通算：7年 | 347   | 325   | 279   | 24    | --       | 252   | 65    | 13       | --          | .795  | 12724 | 2886.1   | 3280     | 15          | 164      | --    | --       | 248      | 104   | 2        | 1790  | 684      | 2.13     | 1.19    |

- 各年度の太字はリーグ最高、赤太字はMLB歴代最高

### 打撃成績
- 通算：411試合、1958打数613安打、本塁打2、打点327、打率.313

### 獲得タイトル・記録
- 最多勝利 6回：（1871～1876年）
- 最優秀防御率 2回：1872年、1875年
- 最多セーブ投手：1回（1875年）
- 通算防御率：2.13（歴代6位）

### 監督としての戦績
| 年度   | チーム | リーグ | 試合 | 勝利 | 敗戦 | 勝率 | 順位 | 備考 |
| ------ | ------ | ------ | ---- | ---- | ---- | ---- | ---- | ---- |
| 1876年 | CWH    | NL     | 66   | 52   | 14   | .788 | 1位  |      |
| 1877年 | CWH    | NL     | 60   | 26   | 33   | .441 | 5位  |      |
| 通算   | 通算   | 通算   | 126  | 78   | 47   | .624 | ---  |      |

## 関連書籍
- ピーター・レヴィーン『野球をビジネスにした男 スポルディングと大リーグ』平凡社,1987